# Jibert
Jibert (en allemand: Seiburg, en hongrois: Zsiberk) est une commune roumaine du județ de Brașov, dans la région historique de Transylvanie. Elle est composée des cinq villages suivants:
- Dacia (Stein/Garát)
- Grânari (Mukendorf/Nagymoha)
- Jibert, siège de la commune
- Lovnic (Leblang/Lemnek)
- Văleni (Woldorf/Dombos)

## Localisation
Jibert est située dans la partie nord-ouest du comté de Brașov, à 18 km de la ville de Rupea et à 79 km du centre-ville de Brașov.

## Monuments et lieux touristiques
- Église évangélique fortifiée du village de Dacia (construite au XIIIe et XIXe siècles), monument historique[2]
- Église évangélique du village de Jibert (construite au XIIIe siècle)[3]
- Église du village de Lovnic, construite au XIXe siècle